# Église méthodiste dans les Caraïbes et les Amériques
 (mai 2023).
Si vous disposez d'ouvrages ou d'articles de référence ou si vous connaissez des sites web de qualité traitant du thème abordé ici, merci de compléter l'article en donnant les références utiles à sa vérifiabilité et en les liant à la section « Notes et références ».
La Methodist Church in the Caribbean and the Americas (MCCA - Église méthodiste dans les Caraïbes et les Amériques) est une Église méthodiste présente dans les Caraïbes et en Amérique. Elle est affiliée au Conseil méthodiste mondial au Conseil œcuménique des églises et à la Conférence des Églises de la Caraïbe.

## Historique
L'Église méthodiste dans les Caraïbes et les Amériques a été fondée en 1967 à Saint John's (Antigua-et-Barbuda). Elle a commencé en 1760 comme mission de la Société missionnaire méthodiste de Londres. Le premier dirigeant des méthodistes de l'île a été nommé par la Conférence de Baltimore de 1784. En 1786, plusieurs pasteurs britanniques sont arrivés à Antigua, Saint Kitts et Saint-Vincent.

## Organisation
La MCCA est divisée en huit districts :
1. Bahamas
 Îles Turques-et-Caïques
2. Jamaïque
3. Belize
 Honduras
4. Îles du Vent :
 Anguilla
 Antigua-et-Barbuda
 Aruba
 Îles Vierges britanniques
 Îles Vierges des États-Unis
 Curaçao
 Dominique
 Guadeloupe
 Pays-Bas[1]
 Montserrat
 Saint-Christophe-et-Niévès
 Saint-Eustache
 Saint-Martin
 Saint-Martin.
5. Guyana
6. Panama
 Costa Rica
7. Haïti
8. Sud Caraïbe :
 Barbade
 Grenade
 Sainte-Lucie
 Saint-Vincent-et-les-Grenadines
 Trinité-et-Tobago